# 일본 U-23 축구 국가대표팀
일본 U-23 축구 국가대표팀(일본어: U-23サッカー日本代表)은 일본을 대표하는 23세 이하 축구 국가대표팀으로 올림픽이 열리는 해에 23세 생일을 맞는 선수까지를 대상으로 하고 있는 일본 대표팀이며 올림픽 대표라고도 불린다.

## 개요
1992년 이후 올림픽에 출전하는 것은 23세 이하 선수를 대상으로 규정되었고 (1996년 이후 와일드카드 쿼터 규정이 추가됨) 기본적으로 올림픽 전해에는 일본 U-22 축구 국가대표팀, 올림픽 2년 전에는 일본 U-21 축구 국가대표팀으로 운영된다. 다만 예외적으로 홈에서 열린 2020년 하계 올림픽이 코로나19 범유행으로 1년 연기됨에 따라 2021년에는 일본 U-24 축구 국가대표팀이라는 명칭이 사용되었다.

## 국제 대회 경력

### 하계 올림픽
올림픽 본선에는 7번 출전했고 이 가운데 2012년 대회에서 4강에 오르면서 성인대표팀 시절 동메달을 획득했던 1968년 대회 이후 44년만에 4강 진출에 성공했으나 4강에서 멕시코, 동메달 결정전에서 대한민국에게 패하며 44년만에 메달 획득에는 실패했고 홈에서 열린 2020년 대회에서도 9년만에 다시 4강에 올랐으나 4강에서 스페인, 동메달 결정전에서 멕시코에 패하며 또 다시 메달 획득에 실패했다.

### AFC U-23 아시안컵
U-23 아시안컵 본선에는 6회 연속 출전하여 이 중 2016년과 2024년 대회에서 우승컵을 들어올렸고 2022년 대회에서는 3위에 입상했다.

### 아시안 게임
아시안 게임에는 6회 연속 참가하여 2010년 대회에서 금메달을 획득하면서 성인대표팀과 U-23 대표팀을 통틀어 사상 첫 금메달 획득에 성공했고 2002년과 2018년 대회 그리고 2022년 대회에서는 은메달을 목에 걸었다.

## 주요 대회 성적

### 올림픽
| 연도                                       | 결과      | 경기      | 승        | 무        | 패        | 득점      | 실점      |
| ------------------------------------------ | --------- | --------- | --------- | --------- | --------- | --------- | --------- |
| 모든 연령의 선수 참가에서 23세 이하로 변경 |           |           |           |           |           |           |           |
| 1992년                                     | 예선 탈락 | 예선 탈락 | 예선 탈락 | 예선 탈락 | 예선 탈락 | 예선 탈락 | 예선 탈락 |
| 1996년                                     | 조별리그  | 3         | 2         | 0         | 1         | 4         | 4         |
| 2000년                                     | 8강       | 4         | 2         | 1         | 1         | 6         | 5         |
| 2004년                                     | 조별리그  | 3         | 1         | 0         | 2         | 6         | 7         |
| 2008년                                     | 조별리그  | 3         | 1         | 1         | 1         | 2         | 4         |
| 2012년                                     | 4위       | 6         | 3         | 1         | 2         | 6         | 5         |
| 2016년                                     | 조별리그  | 3         | 1         | 1         | 1         | 7         | 7         |
| 2020년                                     | 4위       | 6         | 3         | 1         | 2         | 8         | 5         |
| 2024년                                     | 8강       | 4         | 3         | 0         | 1         | 7         | 3         |
| 2028년                                     |           |           |           |           |           |           |           |
| 합계                                       | 8/9       | 32        | 16        | 5         | 11        | 46        | 40        |

### 모리스 르블로 대회
| 모리스 르블로 대회 | 모리스 르블로 대회 | 모리스 르블로 대회 | 모리스 르블로 대회 | 모리스 르블로 대회 | 모리스 르블로 대회 | 모리스 르블로 대회 | 모리스 르블로 대회 |
| 연도               | 결과               | 경기               | 승                 | 무                 | 패                 | 득점               | 실점               |
| ------------------ | ------------------ | ------------------ | ------------------ | ------------------ | ------------------ | ------------------ | ------------------ |
| 2019               | 준우승             | 5                  | 2                  | 2                  | 1                  | 10                 | 6                  |
| 합계               | 합계               | 5                  | 2                  | 2                  | 1                  | 10                 | 6                  |

### 아시안 게임
| 연도                                       | 결과     | 경기 | 승 | 무 | 패 | 득점 | 실점 |
| ------------------------------------------ | -------- | ---- | -- | -- | -- | ---- | ---- |
| 모든 연령의 선수 참가에서 23세 이하로 변경 |          |      |    |    |    |      |      |
| 2002년                                     | 준우승   | 6    | 5  | 0  | 1  | 13   | 4    |
| 2006년                                     | 조별예선 | 3    | 2  | 0  | 1  | 5    | 4    |
| 2010년                                     | 우승     | 7    | 7  | 0  | 0  | 17   | 1    |
| 2014년                                     | 8강      | 5    | 3  | 0  | 2  | 10   | 5    |
| 2018년                                     | 준우승   | 7    | 5  | 0  | 2  | 10   | 4    |
| 2022년                                     | 준우승   | 6    | 5  | 0  | 1  | 18   | 4    |
| 2026년                                     |          |      |    |    |    |      |      |
| 2030년                                     |          |      |    |    |    |      |      |
| 2034년                                     |          |      |    |    |    |      |      |
| 합계                                       | 6/6      | 39   | 30 | 0  | 9  | 84   | 26   |

### AFC U-23 아시안컵
| 연도   | 결과     | 경기 | 승 | 무 | 패 | 득점 | 실점 |
| ------ | -------- | ---- | -- | -- | -- | ---- | ---- |
| 2013년 | 8강      | 4    | 1  | 2  | 1  | 8    | 5    |
| 2016년 | 우승     | 6    | 6  | 0  | 0  | 15   | 4    |
| 2018년 | 8강      | 4    | 3  | 0  | 1  | 5    | 5    |
| 2020년 | 조별리그 | 3    | 0  | 1  | 2  | 3    | 5    |
| 2022년 | 3위      | 6    | 4  | 1  | 1  | 11   | 3    |
| 2024년 | 우승     | 6    | 5  | 0  | 1  | 10   | 3    |
| 합계   | 6/6      | 29   | 19 | 4  | 6  | 52   | 25   |

## 역대 감독
| 감독              | 임기        |
| ----------------- | ----------- |
| 데구라모리 마코토 | 2014 ~ 2016 |

## 같이 보기
- 일본 축구 국가대표팀
- 일본 U-20 축구 국가대표팀
- 일본 U-17 축구 국가대표팀